# Pagan Love Song
 Pagan Love Song és una pel·lícula musical estatunidenca de 1950 dirigida per Robert Alton.

## Argument
Pagan Love Song agafa el títol d'una tonada de 1929 escrita per Arthur Freed i Nacio Herb Brown. La trama es construeix com els musicals previs d'Esther Williams de la MGM. Portant una perruca negra i un fort bronzejat, Williams interpreta Mimi Bennett, que està de vacances en els Mars del Sud i és confosa amb una nativa visitant el mestres Endicott (Howard Keel). De seguida s'enamora de Mimi, i Hazard intenta fer-li la cort segons les tradicions de Tahití. Aquest és l'argument; la resta de la pel·lícula és natació a càrrec d'Esther Williams i cant, per Howard Keel. Basada en la novel·la Tahiti Landfall de William S. Stone, Pagan Love Song havia de ser dirigida per Stanley Donen, però Williams va vetar Donen a favor de Robert Alton.

## Repartiment
- Esther Williams: Mimi Bennett
- Howard Keel: Hazard Endicott
- Minna Gombell: Kate Bennett
- Charles Mauu: Tavae
- Rita Moreno: Terru